# Valorie Curry
Valorie May Curry, née le 12 février 1986 dans le comté d'Orange en Californie, est une actrice américaine.

## Biographie
Elle commence sa carrière à la télévision avec des rôles récurrents dans les séries Veronica Mars et The Following. Valorie se fait connaître du grand public grâce à sa performance dans le film Twilight, chapitre V : Révélation, 2e partie en 2012, où elle interprète Charlotte. En 2016, elle obtient un rôle majeur dans la série The Tick et en 2018, elle prête sa voix et ses traits au personnage de Kara dans le jeu vidéo Detroit: Become Human. En 2024, elle intègre la quatrième saison de la série The Boys, dans laquelle elle interprète la superhéroïne Firecracker.

## Filmographie

### Cinéma
- 2011 : I Love You Like Crazy
- 2012 : Twilight, chapitre V : Révélation, 2e partie (The Twilight Saga: Breaking Dawn, part 2) : Charlotte[2]
- 2013 : Rays of Light : Margot
- 2016 : Blair Witch : Talia
- 2016 : American Pastoral : Rita Cohen

### Télévision
- 2005-2006 : Veronica Mars : Jane Kuhne (6 épisodes)
- 2011 : Les Experts : Manhattan (CSI: NY) : Hannah McCray (1 épisode)
- 2012 : Psych : Enquêteur malgré lui (Psych) : Rose-Marie Farrow (1 épisode)
- 2013-2015 : Following (The Following) : Emma Hill[3]
- 2015 : House of Lies : Kelsey
- 2016-2019 : The Tick : Dot Everest
- 2021 : The Lost Symbol : Katherine Solomon
- depuis 2024 : The Boys : Firecracker / Sparkler (saison 4 - en cours)

### Jeux vidéo
- 2012 : Kara (démo technique)[4]: Kara
- 2018 : Detroit: Become Human : Kara (voix et capture de mouvement)